# Le Braghe Corte
Le Braghe Corte è stato un gruppo musicale ska punk italiano formatasi nel 1997. I loro brani sono per la maggior parte cantati in inglese, in misura minore in italiano.

## Storia del gruppo
Bolognesi di nascita, le Braghe Corte si formano nel 1997 e compiono i primi passi sui palchi delle feste scolastiche con cover di NOFX, Rancid e altri, passando poi a comporre pezzi propri.
L'album di debutto, Another Ball in the Hole è del 2003, mentre nel 2007 esce il loro secondo lavoro, King of the Fools, autoprodotto sotto il marchio LBC Records e sostenuto dalla collaborazione dell'Officina Estragon di Bologna.
Il videoclip del primo singolo del disco, cover del brano di Nancy Sinatra These Boots Are Made for Walkin', vede la partecipazione della ex pornostar Rocco Siffredi. Il video viene premiato al MEI 2007 nella sezione videoclip indipendenti. Nello stesso anno partecipano alla trasmissione televisiva di Piero Chiambretti Markette su LA7, e a Lucignolo su Italia 1.
Il 2010 vede l'arrivo del terzo album, Hey Hey Hey con la collaborazione del Piotta nel primo singolo, Bullshit.
Il gruppo, dopo sei anni di inattività, ha salutato i fan con un ultimo concerto di addio il 20 ottobre 2018.

## Formazione
- Victor Michael de Jonge – voce
- Filippo Zironi – chitarra
- Luca Ladinetti – chitarra
- Federico Menetti – basso
- Valerio Trentini – batteria
- Davide Degli Esposti – sassofono
- Matteo Caselli – tromba
- Domenico Viscardi - trombone (fino al 2008)

## Discografia
- 2003 – Another Ball in the Hole (Alternative Records/Venus)
- 2007 – King of the Fools (LBC Records/Venus)
- 2010 – Hey Hey Hey (Maninalto! Records/Venus)